# Danielle Carruthers
Danielle Carruthers (Paducah, 22 dicembre 1979) è un'ex ostacolista statunitense.

## Palmarès
| Anno | Manifestazione  | Sede    | Evento   | Risultato | Prestazione | Note                          |
| ---- | --------------- | ------- | -------- | --------- | ----------- | ----------------------------- |
| 2001 | Universiadi     | Pechino | 100 m hs | 8ª        | 13"53       |                               |
| 2006 | Mondiali indoor | Mosca   | 60 m hs  | 4ª        | 7"88        | Miglior prestazione personale |
| 2011 | Mondiali        | Taegu   | 100 m hs | Argento   | 12"47       | Miglior prestazione personale |

## Campionati nazionali
- 2 volte campionessa nazionale indoor dei 60 metri ostacoli (2005, 2006)

2005
- Oro ai campionati statunitensi indoor, 60 m hs - 7"95

2006
- Oro ai campionati statunitensi indoor, 60 m hs - 7"93

2007
- Argento ai campionati statunitensi indoor, 60 m hs - 7"88

2011
- Argento ai campionati statunitensi, 100 m hs - 12"59

## Altre competizioni internazionali
2006
- 7ª alla World Athletics Final ( Stoccarda), 100 m hs - 12"89

2009
- 8ª alla World Athletics Final ( Salonicco), 100 m hs - 13"37

2011
- Vincitrice della Diamond League nella specialità dei 100 m hs (19 punti)